# Cadillac Square Park
El Cadillac Square Park es un parque creado en el área del Downtown de Detroit, Míchigan. Se encuentra adyacente a̪l Campus Martius Park.  

## Historia
Desde 1841 hasta 1891, la Plaza Cadillac fue el sitio del Mercado de Granjeros de Detroit.
Hasta 2001, el área donde se ubica el parque estaba ocupada por una estación de transferencia de autobuses construida en la década de 1960. En 2007 terminaron las renovaciones y el parque fue reinaugurado con la Fuente Conmemorativa Bagley en su centro. En enero de 2008, la ciudad de Detroit anunció planes para un nuevo Cadillac Centre, un complejo residencial de entretenimiento y venta minorista de uso mixto de 150 millones de dólares unido a la Cadillac Tower. 

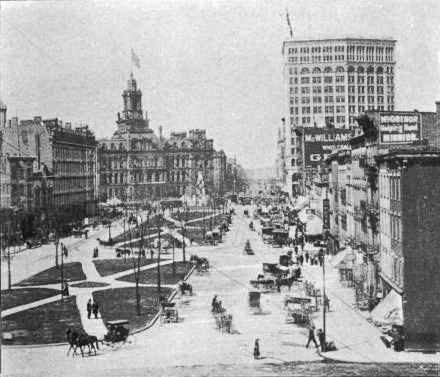
La plaza a finales del siglo XIX. Al fondo a la zquierda, el Ayuntamiento de Detroit, demolido en 1961. A la derecha sobresale el Majestic Building, demolido en 1962.

Diseñado por el arquitecto Anthony Caradonna e inspirado en el Museo Guggenheim de Bilbao, el complejo de rascacielos contemporáneo de acero y vidrio de 24 pisos que se ubicará en el Campus Martius Park, fue planeado para comenzar la construcción en el otoño de 2009, pero fue pospuesto indefinidamente por la ciudad en octubre de ese año cuando los promotores inmobiliariso no lograron cumplir con los acuerdos clave con la ciudad.

## Atracciones
En el centro del parque fue reubicada la Fuente Conmemorativa Bagley.
El parque ha sido uno de los puntos donde se han concentrado los famosos rascacielos de Detroit. Hasta 1976, la neogótica Cadillac Square Building de Louis Kamper dominaba su costado noroccidental, en lo que hoy se conoce como el Monroe Block.
En la misma manzana se encuentra la Cadillac Tower de 133 metros y del otro lado de las Bats Street los New Cadillac Square Apartments. Hacia el occidente se encuentra el monumental Wayne County Building y al sur está el First National Building de  Albert Kahn. Al noroccidente, en el límite con el Campus Martius Park está el One Campus Martius.
El deporte francés de la petanca se juega en la plaza Cadillac cada día laborable desde el mediodía hasta la 1 p. m. El deporte italiano similar de bochas también se juega allí.